# Златозар Боев
Златозар Николаев Боев е български зоолог (орнитолог) и палеонтолог, професор.
Полага основите на палеоорнитологията като научно направление в България. Изгражда най-богатите на Балканския полуостров и в Югоизточна Европа колекции от фосилни (неогенски и плейстоценски) и субфосилни птици, сравнителна остеологична колекция от рецентни птици и научна библиотека (над 15 000 публикации) по палеонтология и еволюция на птиците. Открива и описва 5 рода, 35 вида и 1 подвид изкопаеми птици от България и Гърция. Автор е на над 890 научни и научнопопулярни статии, книги и учебници, отпечатани в 20 страни в Европа, Азия и Северна Америка.

## Биография
Роден е на 20 октомври 1955 г. в София. Началното, основното и средното си образование завършва в родния си град в 15-о училище с гимназия „Адам Мицкевич“. Висше образование, специалност „Биология“ завършва в Катедра „Зоология“ на Биологическия факултет на Софийски университет „Св. Климент Охридски“ през 1980 г. при професор Цоло Пешев със защита на дипломна работа върху дребните бозайници от Огражден планина.
В Национален природонаучен музей при БАН (НПМ) при Българска академия на науките постъпва през 1980 г. и до 1983 г. работи като извънщатен сътрудник в Секция „Зоология“ под ръководството на доц. д-р Петър Берон. Там инвентаризира, подрежда и реставрира музейни колекции от птици, бозайници, мекотели (черупчести охлюви и миди), корали и др. В периода 1984 – 1986 г. е редовен докторант на НПМ при БАН, а негов научен ръководител е орнитологът доц. Симеон Симеонов. През 1986 г. защитава дисертационния си труд върху сравнителната морфология на чаплите. Дисертационния си труд по фосилните птици на България защитава през 1999 г.

## Научни приноси
Освен от територията на България е проучвал съвременни и фосилни птици от Азербайджан, Бразилия, Виетнам, Гърция, Казахстан, Нова Зеландия, Сърбия и Турция. За Гърция за първи път съобщава 15 вида, неизвестни във фосилната летопис на страната. Описването на първата в света изкопаема гъска казарка – тесалската казарка ''Branta thessaliensis'' от Гърция доказва, че родовата диференциация е с древен произход (миоцен). В Гърция установява най-западното в света разпространение на ергилорнисите (Ergilornithidae) и първата фосилна находка на черен франколин в Източна Европа.
Проучил е субфосилната гръбначната фауна в десетки археологически обекти (древни селища) в България – Арбанас, Бела вода, Бургас, Велики Преслав, Долнослав, Дядово, Дяково, Кабиле, Казанлък, Капитан-Димитриево, Крум, Левски, Мурсалево, Никополис ад Иструм, Плиска, Рациария, Сердика, Симеоновград, Слатина, Сливен, Созопол, Сърнево, Телиш, Трън, Хотница, Шипот, Ябълково и мн. др. С това за пръв път съобщава изобилни данни за значението на дивите и домашните животни в бита на населението в древните селища в България.
Автор е на десетки изследвания, обобщаващи миналото разпространение на едрите бозайници в България – носорози, тапири, елени, камили, мечки, рисове, на пещерната хиена, червения вълк, леопарда, язовеца, тура, бобъра, тюлена монах и др. 
Част от публикациите му проследяват историята на Националния природонаучен музей при Българската академия на науките като основополагаща за нея природонаучна институция. Друга част е посветена на живота и научните приноси на редица български (и чуждестранни) орнитолози, за които той е съставил единствените досега биобиблиографии. 
Участва в 72 международни и национални научни форуми в 13 държави. Открива първите в Европа останки от фосилни (късен миоцен) птици носорози, първите в България останки от изкопаеми щрауси, пауни, снежни бухали, тетреви, най-древните в Европа останки от лешояди, орли змияри, соколи, кюкавци, черешарки, кръсточовки, чучулиги, зеленоножки, пъструшки и десетки други родове и видове птици.
В тези научни направления е подготвил 9 докторанти, сред които са и орнитолозите Димитър Демерджиев, Димитър Плачийски, Волен Аркумарев териологът Недко Недялков и др. Канен е за рецензент на дисертационни трудове в областта на палеоорнитологията на учени от Гърция, Русия, Сърбия и Украйна. В България е участвал в 73 научни журита по процедури за академични научни длъжности и степени на учени в областта на зоологията, палеонтологията, 
екологията и ловното стопанство. Рецензирал е стотици научни публикации в над 30 международни, чуждестранни и национални специализирани издания. Популяризаторската му дейност е основно в областта на палеозоологията, зоологията, орнитологията и природозащитата. Автор е на 434 научнопопулярни стaтии (вкл. 16 книги) и десетки презентации. Превежда на български и редактира 160 научнопопулярни книги и 282 филма. 
В двете най-стари български списания редовно поддържа постоянни рубрики: „Фосилна летопис“ в „Природа“ на БАН (от 2012 г.) и „Дивечът в миналото по нашите земи“ в „Лов и риболов“ (от 2022 г.).
През 2016 г. е удостоен с Награда на Съюз на преводачите в България за цялостна дейност в областта на превода (специализиран превод и редакция на научна и научно-популярна литература от английски език).